# لا ساله (واله دائوستا)
لا ساله (به ایتالیایی: La Salle) یک کومونه در ایتالیا است که در واله دائوستا واقع شده‌است. لا ساله ۸۳ کیلومتر مربع مساحت و ۲٬۰۱۸ نفر جمعیت دارد و ۱٬۰۰۱ متر بالاتر از سطح دریا واقع شده‌است.